# Chikkaguntanur, Chitradurga
Chikkaguntanur là một làng thuộc tehsil Chitradurga, huyện Chitradurga, bang Karnataka, Ấn Độ.